# География Зимбабве

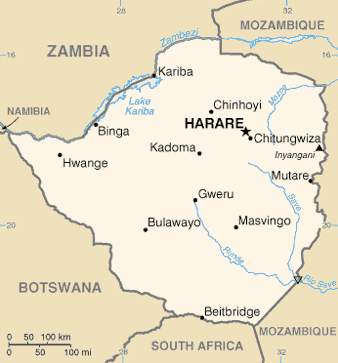
Карта Зимбабве

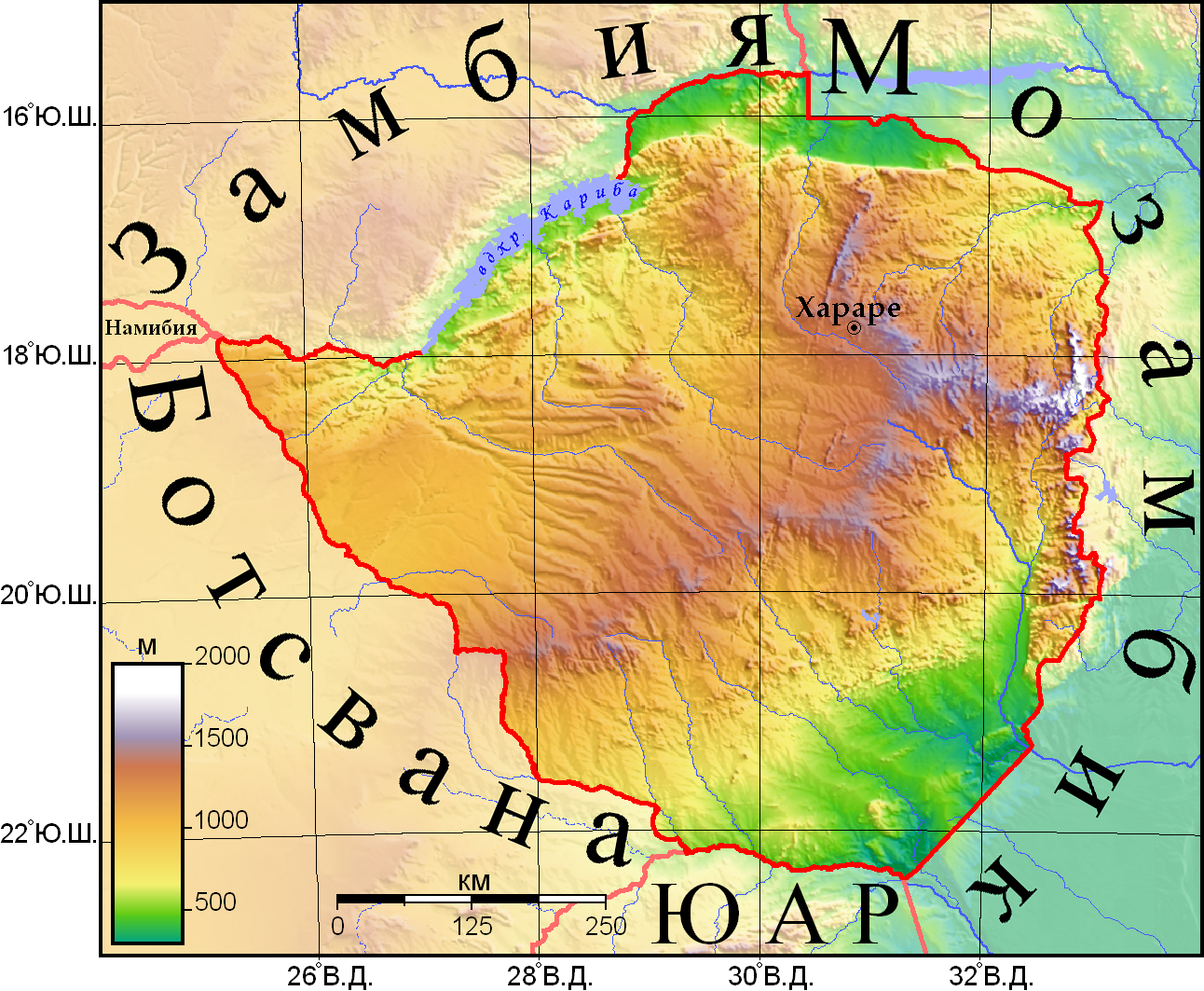
рельеф Зимбабве

Респу́блика Зимба́бве (бывшая Южная Родезия) — государство, расположенное в южной части Африканского континента, между водопадом Виктория, реками Замбези и Лимпопо.
Бо́льшая часть территории Зимбабве расположена на высоте 1000—1500 м в пределах обширных докембрийских цокольных плато Машона и Матабеле, которые ступенчато понижаются к высоким пластовым песчаным равнинам среднего течения реки Замбези (на севере) и междуречья Лимпопо и Саби (на юге). Высшая точка страны — гора Иньянгани (2592 м) в горах Иньянга на востоке Зимбабве.
Важнейшими полезными ископаемыми страны являются платиноиды и хромиты, по которым Зимбабве занимает III место в мире. Так, месторождение «Дарвендейл» является вторым по объёмам запасов платины в Африке. Доказанные запасы платины на участке составляют около 19 тонн. Общие ресурсы, с учётом других металлов, в том числе золота, никеля и меди, достигают 755 тонн. Также многочисленны месторождения железных руд, золота, редких металлов, меди, никеля, кобальта, бокситов, каменного угля и драгоценных камней (алмазы, рубины, изумруды).
Климат Зимбабве меняется от субэкваториального
на севере до тропического на юге. В году выделяют три сезона: тёплое влажное лето (с ноября по март, 21—27 ˚С), прохладная сухая зима (апрель — июнь, 13—17 ˚С, в горах бывают заморозки) и жаркая сухая весна (август — октябрь, 30—40 ˚С). Осадков от 400 мм в год на южной равнине до 2000 мм в горах на востоке.
Густая речная сеть принадлежит бассейну Индийского океана, за исключением небольшой области внутреннего стока на западе. Река Замбези, протекающая по северо-западной границе страны, собирает притоки с половины территории Зимбабве (Гвай, Сенгва, Саньяти, Хуньяни…). В Лимпопо, текущей по южной границе, впадают реки Шаше, Умзингвани, Бубье, Мвенези. На юго-востоке река Саве принимает приток Рунде (Лунди). На западе река Ната с притоками высыхает по пути к Калахари. Реки Зимбабве немноговодные, пересыхающие в сухой сезон, с многочисленными порогами и водопадами, самый знаменитый из которых Виктория на реке Замбези. На многих реках построены водохранилища, крупнейшие из которых Кариба и Чиверо. Судоходны только отдельные участки Замбези и Лимпопо.
Из-за катастрофических темпов сведе́ния лесов, древесная растительность занимает ныне менее половины территории страны. Реликтовые влажные вечнозелёные леса сохранились только на склонах гор Иньянга на востоке страны. На западе произрастают сухие листопадные тиковые леса. На плато Машона распространены сухие редкостойные леса миомбо и мопане. Древесными и кустарниковыми саваннами занято плато Матабеле. В долине Замбези развиты затопляемые саванны.
Из крупных животных в Зимбабве до сих пор многочисленны слоны, антилопы, зебры, жирафы, львы, крокодилы. Малочисленны носороги, гепарды, ориксы, питоны. 10 % территории страны занимают заповедники и национальные парки.
Занимает площадь 390 580 км².
Общая длина государственной границы составляет 3066 км.: с Ботсвана — 813 км, Мозамбик — 1231 км, ЮАР — 225 км, Замбия — 797 км.